# Body Sweats: The Uncensored Writings of Elsa von Freytag-Loringhoven
Body Sweats: The Uncensored Writings of Elsa von Freytag-Loringhoven – pierwszy główny zbiór wierszy dadaistycznej poetki i artystki Elsy von Freytag-Loringhoven (1874–1927), znanej jako „Baronessa”. Wydana pośmiertnie w 2011 przez MIT Press; Body Sweats zostało zredagowane przez biografkę Elsy von Freytag-Loringhoven Irene Gammel oraz badaczkę poetyki i poetkę Suzannę Zelazo.
Kolekcja spełniła pragnienie Baronessy, która chciała zobaczyć swoją poezję w książce, ale projekt, który zaczęła nie dokończyła za swojego życia. Djuna Barnes, bliska przyjaciółka i redaktorka, była osobą, której przypisano prace Baronessy, aby uchronić manuskrypty po jej śmierci.
Wstęp jest wprowadzeniem w poetycki styl i ekscentryczne życie Elsy von Freytag-Loringhoven; książka przedstawia wiele wierszy Baronessy, które nie zostały nigdy opublikowane. Body Sweats zawiera także fotografie oryginalnych rękopisów, które same w sobie stanowią obiekty artystyczne. Wiersze posortowane są poprzez motywy: miłość i tęsknota, uosobienie, miasto i konsumpcja, natura, kontemplacja filozoficzna, śmierć i samobójstwo, wiersze dźwiękowe i wizualne, a także sekcja zawierająca długie wiersze i krytykę poetycką.
Większość wydrukowanych wierszy pochodzi z University of Maryland Libraries z kolekcji Elsa von Freytag-Loringhoven Papers oraz z czasopisma literackiego The Little Review University of Wisconsin–Milwaukee Libraries.